# مطار ناشفيل الدولي
مطار ناشفيل الدولي (إياتا: BNA، إيكاو: KBNA، معرف الموقع إف إيه إيه: BNA) هو مطار عام/عسكري في القسم الجنوبي الشرقي من ناشفيل، تينيسي، الولايات المتحدة. أنشئت في عام 1937، وكان اسمها الأصلي هو بيري فيلد، الذي تستمد منه معرفات منظمة الطيران المدني الدولي واتحاد النقل الجوي الدولي. تم بناء المحطة الحالية في عام 1987، وأخذ المطار اسمه الحالي في عام 1988. يحتوي مطار ناشفيل الدولي على أربعة مدارج ويغطي 3900 فدان (1600 هكتار).
يخدم المطار 22 شركة طيران ولديه 585 رحلة يومية للوصول والمغادرة مع رحلات بدون توقف إلى 96 مطارا في أمريكا الشمالية وأوروبا. تقع قاعدة بيري فيلد المشتركة، التي كانت تعرف سابقا باسم قاعدة بيري فيلد الجوية للحرس الوطني في مطار ناشفيل الدولي. القاعدة هي موطن الجناح 118 وسرب الفرسان الجوي 1/230 الحرس الوطني لجيش تينيسي 

## التاريخ

### الأصول
كان أول مطار في ناشفيل هو هامبتون فيلد، والذي كان يعمل حتى عام 1921. تم استبداله بمطار بلاكوود فيلد في مجتمع هيرميتاج، والذي كان يعمل بين عامي 1921 و 1928وكانت أولى شركات الطيران التي تخدم ناشفيل وأمريكان إيرلاينز وإيسترن إيرلاينز فقد غادرت مطار سكاي هاربورفي مقاطعة روثرفورد المجاورة.
بحلول عام 1935، تطلبت الحاجة إلى مطار أكبر وأقرب إلى المدينة من مطار سكاي هاربور ونظمت العمدة هيلاري يوينغ هاوز لجنة للمواطنين لاختيار موقع وتم اختيار قطعة أرض مساحتها 340- فدان (1.4 كم2) على طول ديكسي باركواي (الآن طريق مورفريسبورو) تتألف من أربع مزارع وبدأ البناء في عام 1936 كواحد من أول المشاريع الرئيسية لإدارة تقدم الأعمال في المنطقة لتخصيص المطار في 1 نوفمبر 1936 باسم بيري فيلد الذي سمي على اسم العقيد هاري س. بيري: مدير تينيسي لإدارة تقدم الأعمال وتم افتتاحه في يونيو 1937 واثار ذلك ضجه مثل المسيرات والعرض الجوي وعرض القصف الجوي من قبل السرب الجوي 105 الذي كان مقره في الميدان وبدأت خدمة الركاب في منتصف يوليو من خلال الخطوط الجوية الأمريكية والخطوط الجوية الشرقية وكلاهما يقوم بتشغيل طائرات دوغلاس دي سي-3 فكان المطار الجديد يحتوي على ثلاثة مدارج الأسفلت ومحطة ركاب من ثلاثة طوابق وبرج تحكم وحظائر ومنارة وتم بناؤه بتكلفة 1.2 مليون دولار في عامها الأول وخدم بيري فيلد 189000 راكب.

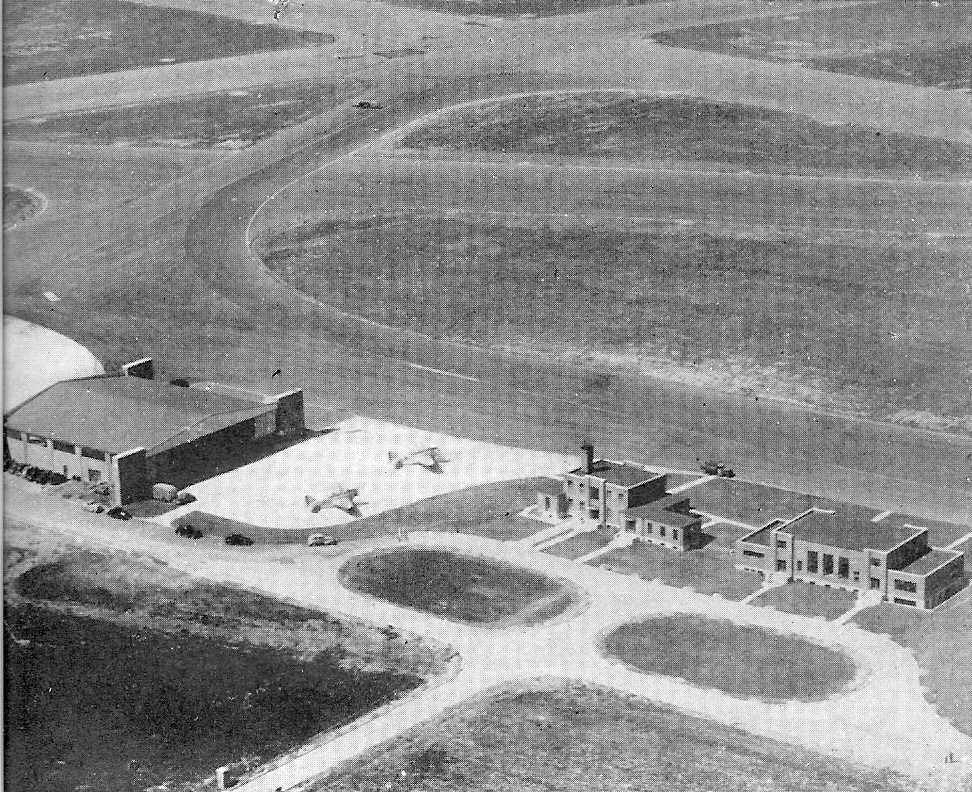
منشآت الحرس الوطني بولاية تينيسي في بيري فيلد خلال الحرب العالمية الثانية

خلال الحرب العالمية الثانية استولت قيادة النقل الجوي للقوات الجوية التابعة لجيش الولايات المتحدة على المطار كمقر للقيادة الجوية الرابعة لحركة الطائرات الجديدة في الخارج وخلال هذا الوقت وسعت الحكومة الاتحادية المطار إلى 1500 فدان (6.1 كيلومتر مربع) وفي نهاية الحرب أعيد المطار إلى السيطرة على المدينة مع بقاء عدد من المرافق لدعم الوحدة المستأجرة للحرس الوطني في تينيسي.
تم توسيع المطار من قبل الجيش خلال الحرب العالمية الثانية ولكن في عام 1958 بدأت إدارة الطيران في المدينة في التخطيط لتوسيع وتحديث المطار [5] وفي عام 1961 افتتحت محطة جديدة تبلغ مساحتها 000 145 قدم مربع (13500 متر مربع) قبالة بريلي باركواي غرب المدرج 2L كما شهد عام 1961 أول طائرات مجدولة في بيري فيلد للخطوط الجوية الأمريكية 720/720Bs لأول مرة وقد مر أكثر من نصف مليون شخص عبر المطار عندما نقلت شركات الطيران الست التي خدمت ناشفيل 532,790 راكبا وشملت هذه التجديدات أيضا توسيع مدرج قائم مع تمديد 2L/20R بمقدار 600 قدم (180 مترا)، وبناء مدرج جديد للرياح المتقاطعة، 13/31  وفي عام 1962 أصبحت ناشفيل أول مطار بلدي في الولايات المتحدة مع غرفة قراءة عامة عندما افتتحت مكتبة ناشفيل العامة فرعا داخل المحطة.

### سنوات المحور
بحلول السبعينيات كان المطار بحاجة مرة أخرى إلى التوسع والتحديث وفي عام 1973 وضعت هيئة مطار متروبوليتان ناشفيل اللمسات الأخيرة على خطة للنمو طويل الأجل للمطاروشملت الخطة محطة جديدة ومدرجا موازيا جديدا عبر دونلسون بايك لزيادة السعة عن طريق تقليل الوقت بين الإقلاع والهبوط.
في أوائل الثمانينيات كلفت (MNAA) روبرت لامب هارت بالتعاون مع شركة غريشام وسميث وشركاه بتصميم محطة حديثة وبدأ البناء في عام 1984 واكتمل في عام 1987 وكان لديها ثلاثة ممرات رئيسية وممر ركاب أصغر يشع من ردهة مميزة من ثلاثة طوابق  وتم بناء جناح دولي في الكونكورس أ وتم تغيير اسم المطار إلى مطار ناشفيل الدولي/بيري فيلد من النادر الآن رؤية جزء «بيري فيلد» مستخدما ولكن رمز اتحاد النقل الجوي الدولي في المطار (BNA) اختصار لبيري فيلد ناشفيل ولا تزال المرافق العسكرية في المطار معروفة بهذا الاسم وفي عام 1989 تم فتح مدرج مواز جديد (2R/20L) للاستخدام.
أعلنت الخطوط الجوية الأمريكية في عام 1985 أنها ستنشئ مركزا في ناشفيل وافتتحته رسميا في عام 1986 وكان الهدف من المركز هو التنافس مع خطوط دلتا الجوية والخطوط الجوية الشرقية وخطوط بيدمونت الجوية لحركة المرور بين الشمال والجنوب في شرق الولايات المتحدة  إلى جانب توفير رحلات جوية دون توقف إلى العديد من المدن في الولايات المتحدة وكندا فقامت أمريكا أيضا بتشغيل رحلة عبر المحيط الأطلسي من ناشفيل إلى لند. وتم وصف المركز الأمريكي بأنه نقطة بيع في جلب شركات مثل نيسان وشركة زحل إلى منطقة ناشفيل ومع ذلك كان المحور يعمل بخسارة حتى خلال أوجهه في أوائل التسعينيات مثل المركز الأمريكي ذو الحجم المماثل في رالي/دورهام 
بلغت الخدمة الأمريكية ذروتها في عام 1993 مع 265 رحلة مغادرة يومية إلى 79 مدينة وبعد ذلك تم تقليص الرحلات الجوية تدريجيا حتى أغلق المركز في ديسمبر 1995  واستشهد الأمريكيون بعواقب الركود في أوائل التسعينيات ونقص الركاب المحليين كأسباب للإغلاق.

### التاريخ الحديث

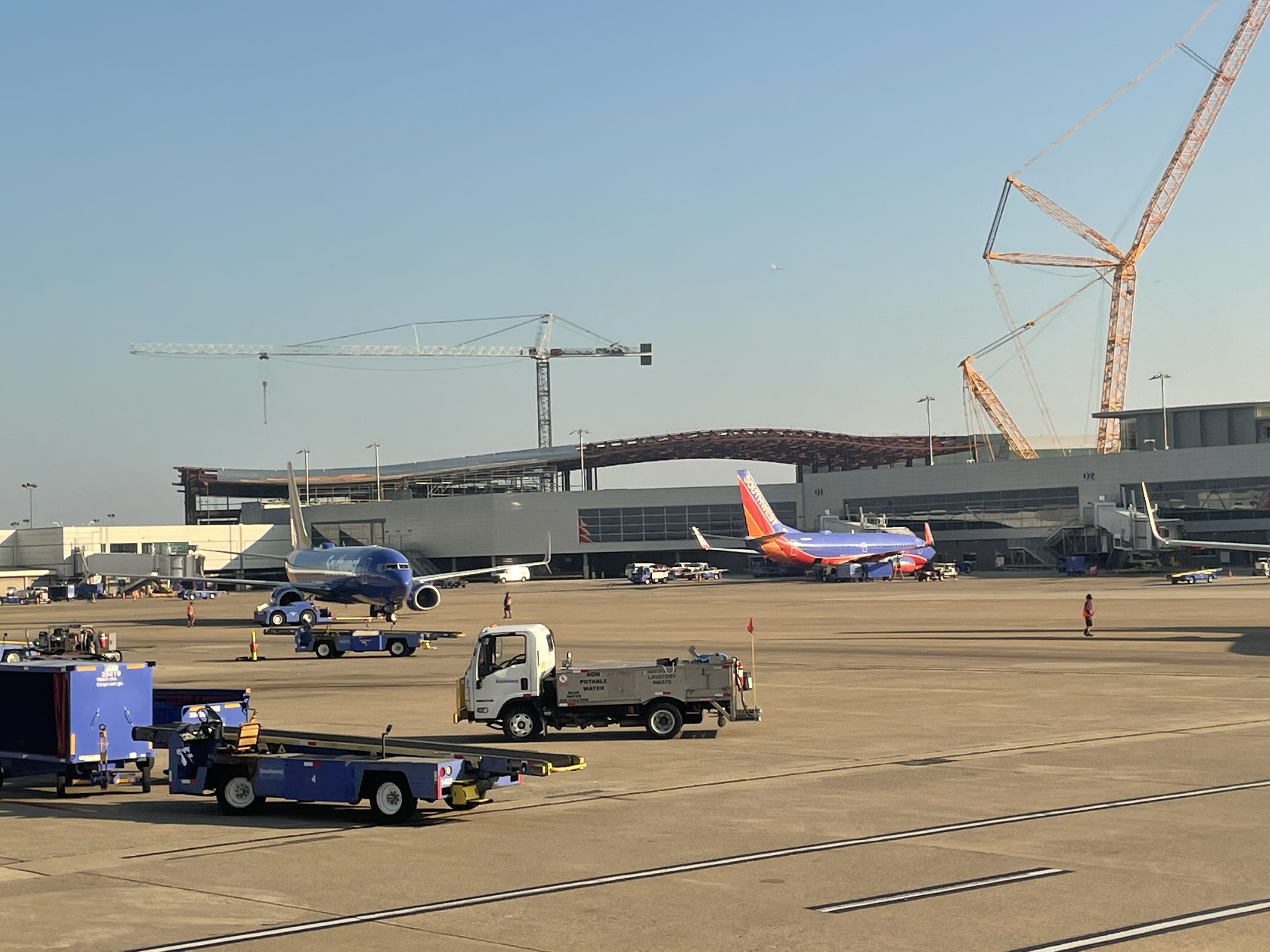
عملية البناء في أغسطس 2021

في أعقاب إغلاق المركز ملأت خطوط ساوث ويست الجوية الفراغ تدريجيا بتأجير بوابات أمريكا من الباطن والاستيلاء على غالبية سوق ناشفيل ولا يزال الجنوب الغربي يهيمن على المطار حتى يومنا هذا.
وفي عام 2002، اختارت إمبرايز لخدمات صيانة الطائرات ناشفيل كموقع لمرفقها الإقليمي لدعم شركات الطيران، الذي بني في موقع مبنى المطار الذي هدم عام 1961.
وفي أكتوبر 2006، بدأت هيئة مطار ناشفيل متروبوليتان تجديدا واسع النطاق لمبنى المطار، الذي صممه التحالف المعماري في مينيابوليس وتوماس، ميلر وشركاه، PLLC في ناشفيل  وهو الأول منذ افتتاح المحطة قبل 19 عاما. وشملت المرحلة الأولى من المشروع تحديث وتوسيع نطاق خدمات الأغذية والبيع، وتحسين نظم معلومات الرحلات الجوية، وبناء نقطة تفتيش أمنية موحدة جديدة لجميع المحطات الطرفية. اكتملت المرحلة الأولى في عام 2009. وشملت المرحلة الثانية من المشروع توسيع مناطق التذاكر وتسجيل الوصول، وبناء وتجديد الحمامات، وتجديد مناطق استلام الأمتعة وتم الانتهاء من المرحلة الثانية من مشروع التجديد في عام 2011. رفعت هذه التجديدات الحجم الإجمالي لمبنى المحطة إلى أكثر من مليون قدم مربع (93000 متر مربع), بالإضافة إلى تجديد المحطة وتوسيعها، شملت التجديدات توسيع مواقف السيارات ومرفق جديد لتأجير السيارات،  وسميت المحطة المجددة روبرت سي. حاء - ماثيوز جونيور المحطة تكريما لرئيس مجلس إدارة MNAA في عام 2011
بلإضافة إلى مرافق الركاب في المبنى ومناطق وقوف السيارات، شملت التجديدات إدخال تحسينات على البنية التحتية للمطار. وكان أكبر مشروع هو الهدم الكامل وإعادة بناء المدرج 2L/20R، الذي اكتمل في آب/أغسطس 2010. وبالإضافة إلى إعادة بناء المدرج 2L/20R، أغلق المدرج 2C/20C في الفترة من أيلول/سبتمبر إلى كانون الأول/ديسمبر 2010 من أجل الرصيف وإعادة التأهيل الملموس. كما تم إصلاح 91 فدانا (0.37 كم2) من المدرج خلال هذا المشروع بعد تمويلها بالكامل من مخصصات قانون الإنعاش وإعادة الاستثمار الأمريكي.
في أغسطس 2017، أعلنت الخطوط الجوية البريطانية عن الخدمة دون توقف بين ناشفيل ولندن، والتي بدأت في 4 مايو 2018 وكان هذا إيذانا بعودة الخدمة عبر المحيط الأطلسي في BNA لأول مرة منذ عام 1995، عندما أنهى الأمريكيون رحلتهم إلى لندن

### الرؤية المستقبلية
لأستيعاب النمو في مطار ناشفيل البريطاني، بدأت هيئة مترو ناشفيل في تجديد المطار الذي أطلق عليه رؤية BNA. تشمل المشاريع توسيع وإعادة فتح الكونكورس D ، وتجديد / توسعة منطقة المحطة المركزية وإنشاء مرفق جديد للوافدين الدوليين، وبناء ممرات وساحات انتظار، وتشييد مرائب جديدة لوقوف السيارات، وطرق وصول وفندق، سيتم الانتهاء من معظم المشروع في أواخر عام 2023، مع الانتهاء من بناء الطرق في عام 2026،  ستوسع الجولة الثانية الممرين A و D مع بوابات إضافية، تاركة المطار مع 69 بوابة عند اكتمال الرؤية بأكملها 

## خدمات

### المحطة

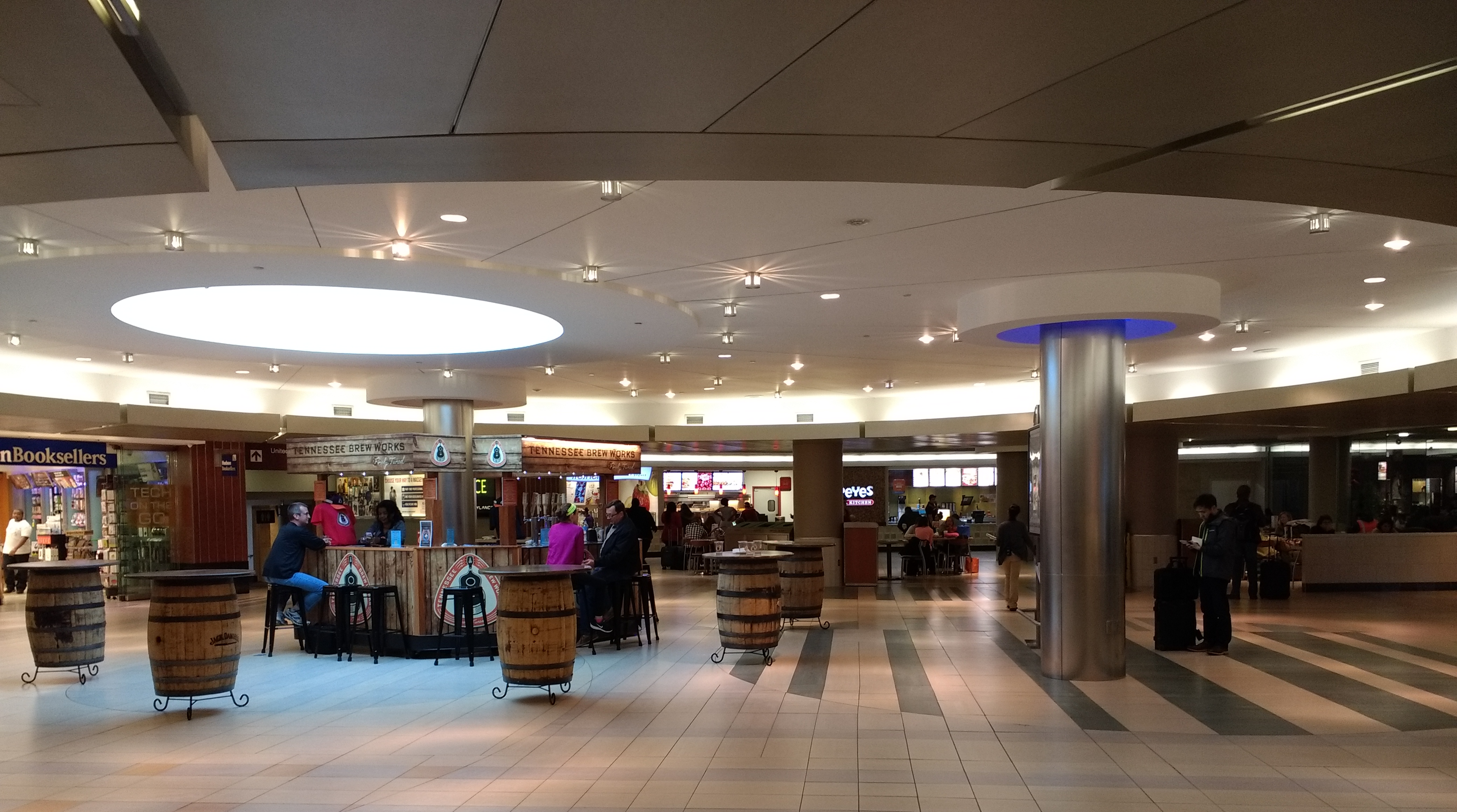
داخل المحطة

يحتوي المطار على محطة واحدة بها أربعة ممرات واجمالي 42 بوابة  تتم حاليا معالجة جميع الرحلات الجوية الدولية التي لم يتم مسحها مسبقا في الكونكورس أ.
- تحتوي الصالة Aعلى 7 بوابات.[25]
- تحتوي الصالة B على 10 بوابات.[25]
- تحتوي الصالة C على 19 بوابة.[25]
- تحتوي الصالة D على 6 بوابات.[25]

### النقل البري
يخدم المطار I-40، الذي يحتوي على مخرج شرقا ومنحدر مدخل متجه غربا إلى طريق المحطة. يمكن الوصول إلى المطار أيضا عبر مخرج دونلسون بايك. تتوفر سيارات الأجرة وركوب الأسهم في مركز النقل البري في الطابق الأول من مرآب المحطة 2.
يمكن في نهاية المطاف توصيل مطار ناشفيل الدولي بوسط مدينة ناشفيل عبر خط سكة حديد خفيفة، ويسمح التوسع المستمر بإجراء اتصال في الساحة فوق مرائب وقوف السيارات.

### المنشآت العسكرية
تقع قاعدة بيري فيلد للحرس الوطني الجوي (ANGB) في مباني مطار ناشفيل الدولي منذ عام 1937، استضافت جناح الجسر الجوي رقم 118 (AW)و واجهت بيري فيلد إزالة مهمتها الطائرة بتوصية براك لعام 2005 بإعادة تنظيم أصولها مع وحدات أخرى مع تجنب هذا المصير في البداية من خلال القيام بدور جديد كمركز التدريب الدولي C-130 وتم نقل طائرات C-130 المخصصة للوحدة في نهاية المطاف وأصبحت AW 118 الجناح 118، الذي يدعم عمليات الطائرات غير المأهولة.
تم تعيين ما يقرب من 1500 فرد في كل من المقر الرئيسي والحرس الوطني الجوي في تينيسي وجناح الجسر الجوي 118 AW في بيري بمعدل 400 موظف من الحراس والدعم النشطين بدوام كامل وفني جوي احتياطي مدعومين بحوالي 1100 من الحراس الجويين التقليديين بدوام جزئي.
غادرت آخر طائرة من طراز سي-130 ناشفيل في ديسمبر 2012  وفي 17 أبريل 2015 انتقلت أول طائرات هليكوبتر من طراز UH-60 Blackhawk تابعة لسرب الفرسان الجوي 1/230 التابع للحرس الوطني لجيش تينيسي إلى ما يعرف الآن باسم حقل بيري الأساسي المشترك من مرفق دعم الطيران التابع للجيش رقم 1 في سميرنا تينيسي.

## شركات الطيران والوجهات

### المسافرون
| شركـات طيـران            | الوجهات | Refs   |
| ------------------------ | --- | ------ |
| طيران كندا               | مطار تورونتو بيرسون الدولي موسمي: مطار مونتريال الدولي (تبدأ في 1 مايو 2024) | [ 32 ] |
| خطوط آلاسكا الجوية       | مطار سياتل تاكوما الدولي | [ 33 ] |
| أليجانت للطيران          | Akron/Canton، Allentown، Appleton، Bozeman، Cedar Rapids/Iowa City ‏، Des Moines ‏، Fargo، Fayetteville/Bentonville، Flint، Grand Rapids ‏، مطار هاريسبورغ الدولي ‏، مطار جاكسونفيل الدولي، Melbourne/Orlando، مطار أورلاندو سانفورد الدولي، Peoria، مطار بيتسبرغ الدولي ‏، Providence، Provo، Punta Gorda (FL) ‏، Richmond، Roanoke، St. Petersburg/Clearwater ‏، Sarasota، Savannah، Sioux Falls ‏، Syracuse، مطار واشنطن دولس الدولي موسمي: Albany، Destin/Fort Walton Beach ‏، Fort Lauderdale ‏ (تبدأ في 16 نوفمبر 2023)، Myrtle Beach ‏، Portsmouth | [ 35 ] |
| الخطوط الجوية الأمريكية  | مطار شارلوت دوغلاس الدولي، مطار أوهير الدولي، مطار دالاس فورت ورث الدولي، مطار لوس أنجلوس الدولي، مطار ميامي الدولي، مطار لاغوارديا، مطار فيلادلفيا الدولي، مطار فينيكس سكاي هاربر الدولي موسمي: Cancún (تبدأ في 9 ديسمبر 2023)، مطار رونالد ريغان الوطني | [ 37 ] |
| إمريكان إيغل             | مطار أوستن برغستروم الدولي، مطار شارلوت دوغلاس الدولي، مطار أوهير الدولي، مطار ميامي الدولي، مطار جون إف كينيدي الدولي، مطار لاغوارديا، مطار فيلادلفيا الدولي، Raleigh/Durham، مطار تامبا الدولي، مطار رونالد ريغان الوطني | [ 37 ] |
| Avelo Airlines           | New Haven (CT) ‏، Wilmington (DE) ‏ | [ 38 ] |
| الخطوط الجوية البريطانية | مطار لندن هيثرو | [ 39 ] |
| Contour Airlines         | Cape Girardeau ‏، Fort Leonard Wood ‏، Tupelo (MS) ‏ | [ 40 ] |
| خطوط دلتا الجوية         | مطار هارتسفيلد جاكسون، مطار لوجان الدولي، مطار ديترويت، مطار لوس أنجلوس الدولي، مطار منيابولس سانت بول الدولي، مطار سولت ليك سيتي الدولي، مطار سياتل تاكوما الدولي | [ 41 ] |
| Delta Connection         | مطار لوجان الدولي، مطار منيابولس سانت بول الدولي، مطار جون إف كينيدي الدولي، مطار لاغوارديا، Raleigh/Durham، مطار رونالد ريغان الوطني | [ 42 ] |
| Flair Airlines           | مطار تورونتو بيرسون الدولي موسمي: Edmonton | [ 43 ] |
| خطوط فرونتير الجوية      | مطار دنفر الدولي، مطار هاري ريد الدولي، مطار أورلاندو الدولي، مطار فيلادلفيا الدولي، مطار فينيكس سكاي هاربر الدولي | [ 44 ] |
| خطوط جيت بلو الجوية      | مطار لوجان الدولي، Fort Lauderdale ‏، مطار جون إف كينيدي الدولي، مطار لاغوارديا (تنتهي في 3 يناير 2024) | [ 46 ] |
| JSX                      | Dallas–Love، White Plains ‏ موسمي: Destin–Executive | [ 47 ] |
| New Pacific Airlines     | Ontario (CA) ‏ (تبدأ في 17 نوفمبر 2023) | [ 48 ] |
| Southern Airways Express | Jonesboro | [ 49 ] |
| خطوط ساوث ويست الجوية    | مطار هارتسفيلد جاكسون، مطار أوستن برغستروم الدولي، مطار بالتيمور واشنطن الدولي، مطار لوجان الدولي، Burbank، Charleston (SC) ‏، مطار شارلوت دوغلاس الدولي، مطار ميدواي الدولي، مطار أوهير الدولي، Cleveland، Columbus–Glenn، Dallas–Love، مطار دنفر الدولي، Destin/Fort Walton Beach ‏، مطار ديترويت، Fort Lauderdale ‏، Fort Myers ‏، Hartford، Houston–Hobby، مطار جورج بوش الدولي، مطار جاكسونفيل الدولي، Kansas City ‏، مطار هاري ريد الدولي، Long Beach ‏، مطار لوس أنجلوس الدولي، مطار ميامي الدولي، Milwaukee، مطار منيابولس سانت بول الدولي، Myrtle Beach ‏، مطار نيو أورلينز لويس أرمسترونغ الدولي، مطار لاغوارديا، Norfolk، مطار أوكلاند الدولي (الولايات المتحدة)، Oklahoma City ‏، Omaha، Ontario (CA) ‏ (تستأنف في 4 يونيو 2024)، Orange County ‏، مطار أورلاندو الدولي، Panama City (FL) ‏، Pensacola، مطار فيلادلفيا الدولي، مطار فينيكس سكاي هاربر الدولي، مطار بيتسبرغ الدولي ‏، Raleigh/Durham، Sacramento (تستأنف في 4 يونيو 2024)، مطار سانت لويس الدولي، مطار سولت ليك سيتي الدولي، مطار سان أنطونيو الدولي، مطار سان دييغو الدولي، مطار سان فرانسيسكو الدولي، مطار سان خوسيه الدولي، مطار لويس مارين مونيوز، Sarasota، Savannah، مطار تامبا الدولي، مطار رونالد ريغان الوطني موسمي: Bozeman (تبدأ في 8 يونيو 2024)، مطار بوفالو نياغارا الدولي ‏ (تستأنف في 4 يونيو 2024)، Cancún، Grand Rapids ‏ (تبدأ في 8 يونيو 2024)، Hayden/Steamboat Springs ‏، Long Island/Islip ‏، Portland (ME) ‏ (تستأنف في 8 يونيو 2024)، مطار سياتل تاكوما الدولي (تستأنف في 8 يونيو 2024) | [ 51 ] |
| خطوط سبيريت الجوية       | مطار لوجان الدولي، Fort Lauderdale ‏، Fort Myers ‏ (تبدأ في 15 نوفمبر 2023)، مطار هاري ريد الدولي، مطار لوس أنجلوس الدولي، مطار ميامي الدولي، مطار نيوآرك ليبرتي الدولي، مطار أورلاندو الدولي، مطار فيلادلفيا الدولي | [ 53 ] |
| خطوط بلاد الشمس الجوية   | مطار منيابولس سانت بول الدولي موسمي: مطار هاري ريد الدولي، مطار لوس أنجلوس الدولي | [ 54 ] |
| الخطوط الجوية المتحدة    | مطار أوهير الدولي، مطار دنفر الدولي، مطار جورج بوش الدولي، مطار نيوآرك ليبرتي الدولي، مطار سان فرانسيسكو الدولي، مطار واشنطن دولس الدولي | [ 55 ] |
| United Express           | مطار أوهير الدولي، مطار دنفر الدولي، مطار جورج بوش الدولي، مطار نيوآرك ليبرتي الدولي، مطار واشنطن دولس الدولي | [ 55 ] |
| ويست جت إيرلاينز ‏        | مطار تورونتو بيرسون الدولي موسمي: مطار كالغاري الدولي، مطار فانكوفر الدولي | [ 56 ] |

### الشحن
| شركـات طيـران     | الوجهات | Refs   |
| ----------------- | --- | ------ |
| Amazon Air        | Cincinnati، Riverside، Fort Worth ‏، Wilmington                                                                      | [ 57 ] |
| طيران أطلس        | مطار تيد ستيفنز أنكوراج الدولي                                                                                      |        |
| دي إتش إل للطيران | Cincinnati، مطار ممفيس الدولي، مطار ميامي الدولي                                                                    |        |
| فيديكس إكسبرس     | Columbus–Rickenbacker، Greensboro، مطار إنديانابوليس الدولي، مطار ممفيس الدولي، مطار نيوآرك ليبرتي الدولي، Richmond |        |

## الإحصائيات

### أشهر الوجهات
| الرتبة | المدينة                    | الركاب  | الناقل                                      |
| ------ | -------------------------- | ------- | ------------------------------------------- |
| 1      | مطار هارتسفيلد جاكسون      | 532,000 | دلتا، ساوث ويست                             |
| 2      | مطار دنفر الدولي           | 465,000 | فرونتير، ساوث ويست، المتحدة                 |
| 3      | مطار لاغوارديا             | 409,000 | الأمريكية، دلتا، جيت بلو، ساوث ويست، سيبريت |
| 4      | مطار شارلوت دوغلاس الدولي  | 402,000 | الأمريكية، ساوث ويست                        |
| 5      | مطار أورلاندو الدولي       | 380,000 | فرونتير، ساوث ويست، سيبريت                  |
| 6      | مطار أوهير الدولي          | 374,000 | الأمريكية، ساوث ويست، المتحدة               |
| 7      | مطار دالاس فورت ورث الدولي | 370,000 | الأمريكية                                   |
| 8      | مطار لوس أنجلوس الدولي     | 292,000 | الأمريكية، دلتا، ساوث ويست، سيبريت          |
| 9      | مطار فيلادلفيا الدولي      | 272,000 | الأمريكية، فرونتير، ساوث ويست، سيبريت       |
| 10     | مطار هاري ريد الدولي       | 260,000 | فرونتير، ساوث ويست، سيبريت، بلاد الشمس      |

| الرتبة | المدينة                    | الركاب  | الناقل                           |
| ------ | -------------------------- | ------- | -------------------------------- |
| 1      | مطار تورونتو بيرسون الدولي | 109,513 | طيران كندا، فلير، سووب، ويست جيت |
| 2      | مطار لندن هيثرو            | 52,745  | البريطانية                       |
| 3      | Cancún، Mexico             | 27,416  | جيت بلو، ساوث ويست               |
| 4      | مطار كالغاري الدولي        | 23,726  | ويست جيت                         |
| 5      | مطار مونتريال الدولي       | 5,449   | طيران كندا                       |
| 6      | Edmonton، Canada           | 5,147   | فلير                             |

### شركات الطيران
| الرتبة | الناقل                  | الركاب    | الحصة  |
| ------ | ----------------------- | --------- | ------ |
| 1      | خطوط ساوث ويست الجوية   | 9,281,000 | 55.28% |
| 2      | الخطوط الجوية الأمريكية | 1,847,000 | 11.0%  |
| 3      | خطوط دلتا الجوية        | 1,509,000 | 8.99%  |
| 4      | SkyWest Airlines        | 621,000   | 3.7%   |
| 5      | Republic Airways        | 839,000   | 5.0%   |
| 6      | آخرى                    | 2,691,000 | 16.03% |

## واقعات الحوادث
- في 28 سبتمبر 1963، تحطمت طائرة تابعة للخطوط الجوية الشرقية دوغلاس دي سي-7 عند هبوطها بعد انهيار واجهة الطائرة وقد نجا جميع الركاب والطاقم البالغ عددهم 45.[60]
- في 31 مايو 1985، تحطمت طائرة غلف ستريم الأولى بعد الإقلاع مباشرة وذلك بسبب فشل المحرك الأيسر ونتج عن لك وفاة الشخصين الذين كانو على متن الطائرة.[61]
- في 29 يناير 1996، تحطمت طائرة مقاتلة من طراز ف-14 تومكات تابعة لبحرية الولايات المتحدة بعد وقت قصير من اقلاعها بسبب ضربت الطائرة مشروعا سكنيا وتبع في انفجارات كبيرة نتج عنها وفاة الطيار وأربعة افراد على الأرض، [62]
- في 9 سبتمبر 1999، عانت طائرة توا ماكدونيل دوغلاس دي سي-9 من انهيار معدات الهبوط بعد هبوط شديد وقد نجا جميع الركاب والطاقم البالغ عددهم 46 راكبا
- في 29 أكتوبر 2013، انحرفت طائرة سيسنا 172 ار  التي غادرت من مطار وندسور الدولي في وندسور، أونتاريو، كندا عن وجهتها المعلنة لمطار جزيرة بيلي وحلقت جنوبا إلى ناشفيل، واستمرت بالتحليق حول المطار لمدة ساعتين قبل أن تتحطم على المدرج 2C وانفجرت بعا النيران، مما أسفر عن مقتل الشاغل الوحيد ولم يلاحظه أحد الحطام المحترق لمدة ست ساعات تقريبا، حيث كان يحجبه الضباب الكثيف، قبل أن تشاهده طائرة طيران عامة أخرى وتقرر تحقيق NTSB (المجلس الوطني لسلامة النقل) في الحادث أن الطيار، مايكل كالان، كان مخمورا وقت الحادث بالإضافة إلى ذلك، أدرج المغنية تايلور سويفت زوراً كأحد أقاربه، وكتب رسائل تحمل علامات على المطاردة لها، مما دفع المحققين إلى الاعتقاد بأنه سافر إلى ناشفيل لمطاردتها.[63][64]

- في 15 ديسمبر 2015، ساوث ويست خرجت الرحلة 31، أ بوينغ 737-300، من هيوستن، تكساس، من المطار وعند وصولها لناشفيل وقعت في خندق بعد وقت قصير من وصولها بينما كانت الطائرة تدخل منحدر الهبوط وتم اخلاء جميع الركاب والطاقم البالغ عددهم 138 بأمان من الطائرة ونقلوا بالحافلات إلى المطار.[65]

## الروابط الخارجية
- مطار ناشفيل الدولي، الموقع الرسمي
- ناشفيل الدولية (بنا) في تينيسي دوت دليل المطار
- صورة جوية حتى آذار / مارس 1997 من عند هيئة المسح الجيولوجي الأمريكية الخريطة الوطنية
- مخطط الإف إيه إيه للمطار (PDF), صالح لتاريخ 3 يونيو 2010
- لمطار جزيرة بيلي
- مصادر لهذا المطار:
  - من AirNav: معلومات المطار ل KBNA
  - من ASN: تاريخ الحواث لBNA
  - من FlightAware: معلومات المطار ل ومتعقب حي للرحلات
  - من NOAA/NWS: اخر ملاحظات الطقس
  - من SkyVector: وثيقة الطيران ل KBNA
  - من FAA: تأخير المعلومات حي BNA